# Michèle Beuzelin
Pour les articles homonymes, voir Beuzelin.
Michèle Beuzelin, née le 29 mai 1939 à Paris et décédée d'un cancer le 17 novembre 1997 à Tours, est une femme politique française.

## Biographie
Michèle Beuzelin, qui travaille dans la presse féminine, et proche de Jean Royer, maire de Tours, est conseillère municipale, puis adjointe chargée de l'enseignement à Tours après 1977 et conseillère générale. Elle échoue de peu aux sénatoriales de 1992. Suppléante de Bernard Debré, elle devient députée lorsque celui-ci intègre le gouvernement Balladur en 1994. En 1995, Bernard Debré n'étant plus au gouvernement, elle démissionne pour lui permettre de récupérer son siège de député. Mais c'est le candidat socialiste, Jean-Jacques Filleul, qui est élu lors cette élection partielle. Aux élections de 1997 elle est candidate dans la circonscription précédemment tenue par Jean Royer, mais elle est distancée par Renaud Donnedieu de Vabres.

## Mandats
- Conseillère générale du canton de Tours-Nord-Est (1973-1997)
- Adjointe au maire de Tours
- Députée d'Indre-et-Loire (1994-1995)